# Gongju-ui namja
Gongju-ui namja (공주의 남자?, lett. L'uomo della principessa; titolo internazionale The Princess' Man) è una serie televisiva sudcoreana trasmessa su KBS2 dal 20 luglio al 6 ottobre 2011.

## Trama
1452. Re Munjong sta morendo e teme che, dopo la sua scomparsa, il fratello Suyang eliminerà il principe ereditario e prenderà il trono con un colpo di stato. Per rafforzare il potere del casato reale e assicurarsi che qualcuno protegga la sua famiglia, il sovrano decide di dare in sposa la principessa Kyunghye al figlio del primo ministro Kim Jongseo, Seung-yoo, maestro presso l'accademia reale. Seung-yoo, tuttavia, si è nel frattempo innamorato di Se-ryung, la figlia allegra e curiosa del principe Suyang, ignorandone l'identità e credendo che si tratti, invece, della principessa: le due ragazze si erano infatti scambiate i ruoli per permettere a Kyunghye di evitare le lezioni. Quando il loro amore viene scoperto, i rispettivi padri li osteggiano in ogni modo, e i due giovani vengono ulteriormente separati quando Suyang fa uccidere Kim Jongseo, portando Seung-yoo a decidere di vendicarsi sia del principe che di Se-ryung, per avergli mentito sulla propria identità.

## Personaggi
- Lee Se-ryung, interpretata da Moon Chae-won
- Kim Seung-yoo, interpretato da Park Si-hoo
- Principe Suyang, interpretato da Kim Yeong-cheol
- Principessa Kyunghye, interpretata da Hong Soo-hyun
- Shin Myeon, interpretato da Song Jong-ho
- Jung Jong, interpretato da Lee Min-woo
- Kim Jongseo, interpretato da Lee Soon-jae
- Yi Gae, interpretato da Uhm Hyo-sup
Maestro dell'Accademia Reale.
- Kim Seung-gyu, interpretato da Heo Jung-kyu
Fratello maggiore di Seung-yoo.
- Principe Anpyeong, interpretato da Lee Joo-seok
Uno dei fratelli di Suyang.
- Lady Yoon, interpretata da Kim Seo-ra
Moglie di Suyang.
- Yeo-ri, interpretata da Min Ji
Dama di compagnia di Se-ryung.
- Principe Dowon, interpretato da Kwon Hyun-sang
- Lee Se-jung, interpretata da Seo Hye-jin
Sorella minore di Se-ryung.
- Munjong di Joseon, interpretato da Jung Dong-hwan
Il re, padre di Kyunghye e Danjong.
- Principe Danjong, interpretato da Noh Tae-yeob
Fratello di Kyunghye, principe ereditario.
- Eun-geum, interpretata da Ban So-young
Dama di compagnia della principessa Kyunghye.
- Shin Suk-ju, interpretato da Lee Hyo-jung
Padre di Myeon.
- Kwon Ram, interpretato da Lee Dae-yeon
- Principe Ohn-nyeong, interpretato da Yoon Seung-won
- Min Shin, interpretato da Kwon Tae-won
- Jo Geuk-gwan, interpretato da Kim Ik-tae
- Jun Gyun, interpretato da Kim Young-bae
Un eunuco.
- Ham-gwi, interpretato da Choi Moo-sung
Assassino al servizio di Suyang.
- Chil-gap, interpretato da Jung Jin
Assassino al servizio di Suyang.
- Mak-son, interpretato da Jung Geun
Assassino al servizio di Suyang.
- Han Myung-hoi, interpretato da Lee Hee-do
- Eunuco Moon, interpretato da Moon Poong-ji
- Mae-hyang, interpretata da Lee El
Una gisaeng fedele a Suyang.
- Song Ja-beon, interpretato da Jin Sung
Braccio destro di Myeon.
- Lady Ryu, interpretata da Ga Deuk-hee
Moglie di Kim Seung-gyu.
- Kim Ah-kang, interpretata da Kim Yoo-bin
Figlia di Kim Seung-gyu.
- Im Woon, interpretato da Yoo Ha-joon
Braccio destro di Suyang.
- Principe Geumsung, interpretato da Hong Il-kwon
Uno dei fratelli di Suyang.
- Jo Seok-joo, interpretato da Kim Roi-ha
Amico di Seung-yoo, conosciuto durante la prigionia.
- Jun Noh-gul, interpretato da Yoon Jong-hwa
Amico di Seung-yoo, conosciuto durante la prigionia.
- Cho-hee, interpretata da Choo So-young
Tenutaria di un gibang, amica di Seok-joo.
- Moo-young, interpretata da Choi Han-bit
Una gisaeng al servizio di Cho-hee.
- So-aeng, interpretata da Lee Seul-bi
Una gisaeng al servizio di Cho-hee.
- Gong Chil-goo, interpretato da Lee Hee-joon
Ex-braccio destro di Seok-joo, lo considera un traditore e vuole vendicarsene.

## Ascolti
| Episodio | Data di trasmissione | Dati TNMS           | Dati TNMS                  | Dati AGB            | Dati AGB                   |
| Episodio | Data di trasmissione | A livello nazionale | Area metropolitana di Seul | A livello nazionale | Area metropolitana di Seul |
| -------- | -------------------- | ------------------- | -------------------------- | ------------------- | -------------------------- |
| 1        | 20 luglio 2011       | 9,3%                | 10,0%                      | 10,2%               | 11,6%                      |
| 2        | 21 luglio 2011       | 8,7%                | 10,1%                      | 9,4%                | 11,3%                      |
| 3        | 27 luglio 2011       | 9,7%                | 12,1%                      | 11,7%               | 12,9%                      |
| 4        | 28 luglio 2011       | 10,4%               | 12,2%                      | 9,8%                | 11,2%                      |
| 5        | 3 agosto 2011        | 14,4%               | 14,6%                      | 17,0%               | 17,5%                      |
| 6        | 4 agosto 2011        | 15,3%               | 16,3%                      | 16,9%               | 18,2%                      |
| 7        | 10 agosto 2011       | 13,9%               | 15,1%                      | 17,4%               | 18,6%                      |
| 8        | 11 agosto 2011       | 15,2%               | 17,0%                      | 16,6%               | 16,7%                      |
| 9        | 17 agosto 2011       | 16,9%               | 18,4%                      | 19,2%               | 19,6%                      |
| 10       | 18 agosto 2011       | 17,6%               | 19,0%                      | 19,6%               | 19,7%                      |
| 11       | 24 agosto 2011       | 15,7%               | 17,0%                      | 18,6%               | 19,4%                      |
| 12       | 25 agosto 2011       | 18,1%               | 19,6%                      | 18,7%               | 19,3%                      |
| 13       | 31 agosto 2011       | 17,7%               | 18,3%                      | 19,7%               | 20,7%                      |
| 14       | 1 settembre 2011     | 19,5%               | 21,8%                      | 21,8%               | 23,0%                      |
| 15       | 7 settembre 2011     | 19,2%               | 21,5%                      | 21,8%               | 23,0%                      |
| 16       | 8 settembre 2011     | 20,1%               | 20,9%                      | 21,1%               | 21,6%                      |
| 17       | 14 settembre 2011    | 21,7%               | 21,9%                      | 24,6%               | 25,5%                      |
| 18       | 15 settembre 2011    | 21,2%               | 23,3%                      | 22,2%               | 23,2%                      |
| 19       | 21 settembre 2011    | 20,1%               | 21,7%                      | 22,1%               | 23,3%                      |
| 20       | 22 settembre 2011    | 20,1%               | 22,3%                      | 23,0%               | 24,3%                      |
| 21       | 28 settembre 2011    | 19,8%               | 20,5%                      | 22,7%               | 23,6%                      |
| 22       | 29 settembre 2011    | 21,2%               | 22,4%                      | 21,9%               | 22,5%                      |
| 23       | 5 ottobre 2011       | 22,9%               | 24,9%                      | 23,6%               | 35,5%                      |
| 24       | 6 ottobre 2011       | 23,8%               | 25,8%                      | 24,9%               | 25,8%                      |
| Media    | Media                | 17,2%               | 18,6%                      | 18,9%               | 20,3%                      |

## Colonna sonora
1. Today, I Love You Too (오늘도 사랑해) – Baek Ji-young
2. Like Bitterness, Like Admiration (여원여모) – Shin Hye-sung
3. If That Day Comes (그날이 오면) – MIIII
4. I Will Wait (기다릴게) – Lee Jung e Ha Dong-kyoon
5. Goodbye My Love (안녕 내사랑) – Lee Young-hyun
6. Tear Flower (눈물꽃	) – Lee Seung-yul
7. Missing You (그립다) – Park Jun
8. Longing (회모) – Yoon Hwa-jae-in
9. A Day (하루애) – Park Wan-kyu

## Riconoscimenti
| Anno | Premio                                  | Categoria                                         | Ricevente                                 | Risultato       |
| ---- | --------------------------------------- | ------------------------------------------------- | ----------------------------------------- | --------------- |
| 2011 | Korean Culture and Entertainment Awards | Top Excellence Award, Actress (TV)                | Moon Chae-won                             | Vincitore/trice |
| 2011 | KBS Drama Awards                        | Top Excellence Award, Actor                       | Park Si-hoo                               | Vincitore/trice |
| 2011 | KBS Drama Awards                        | Top Excellence Award, Actor                       | Kim Yeong-cheol                           | Candidato/a     |
| 2011 | KBS Drama Awards                        | Top Excellence Award, Actress                     | Moon Chae-won                             | Vincitore/trice |
| 2011 | KBS Drama Awards                        | Excellence Award, Actor in a Mid-length Drama     | Park Si-hoo                               | Candidato/a     |
| 2011 | KBS Drama Awards                        | Excellence Award, Actor in a Mid-length Drama     | Lee Min-woo                               | Candidato/a     |
| 2011 | KBS Drama Awards                        | Excellence Award, Actress in a Mid-length Drama   | Moon Chae-won                             | Candidato/a     |
| 2011 | KBS Drama Awards                        | Excellence Award, Actress in a Mid-length Drama   | Hong Soo-hyun                             | Vincitore/trice |
| 2011 | KBS Drama Awards                        | Best New Actor                                    | Song Jong-ho                              | Candidato/a     |
| 2011 | KBS Drama Awards                        | Best Supporting Actor                             | Kim Roi-ha                                | Candidato/a     |
| 2011 | KBS Drama Awards                        | Best Young Actor                                  | Noh Tae-yeob                              | Candidato/a     |
| 2011 | KBS Drama Awards                        | Best Young Actress                                | Kim Yoo-bin                               | Candidato/a     |
| 2011 | KBS Drama Awards                        | Popularity Award, Actor                           | Park Si-hoo                               | Vincitore/trice |
| 2011 | KBS Drama Awards                        | Popularity Award, Actress                         | Moon Chae-won                             | Vincitore/trice |
| 2011 | KBS Drama Awards                        | Best Couple Award                                 | Park Si-hoo e Moon Chae-won               | Vincitore/trice |
| 2011 | KBS Drama Awards                        | Best Couple Award                                 | Lee Min-woo e Hong Soo-hyun               | Vincitore/trice |
| 2012 | Banff World Media Festival              | Best Soap Opera and Telenovela                    | Gongju-ui namja                           | Candidato/a     |
| 2012 | Asian Television Award                  | Best Drama Series                                 | Gongju-ui namja                           | Vincitore/trice |
| 2012 | Baeksang Arts Awards                    | Best Drama                                        | Gongju-ui namja                           | Candidato/a     |
| 2012 | Baeksang Arts Awards                    | Best TV Actor                                     | Park Si-hoo                               | Candidato/a     |
| 2012 | Baeksang Arts Awards                    | Best TV Actress                                   | Moon Chae-won                             | Candidato/a     |
| 2012 | Baeksang Arts Awards                    | Best TV Director                                  | Kim Jung-min e Park Hyun-suk              | Vincitore/trice |
| 2012 | Seoul International Drama Awards        | Golden Bird Prize for Series Drama                | Gongju-ui namja                           | Vincitore/trice |
| 2012 | Seoul International Drama Awards        | Outstanding Korean Drama                          | Gongju-ui namja                           | Candidato/a     |
| 2012 | Seoul International Drama Awards        | Outstanding Korean Actor                          | Park Si-hoo                               | Candidato/a     |
| 2012 | Seoul International Drama Awards        | Outstanding Korean Actress                        | Moon Chae-won                             | Candidato/a     |
| 2013 | Monte-Carlo Television Festival         | Outstanding International Producer (Drama Series) | Kim Jung-min, Park Hyun-suk, Lee Nah-jung | Candidato/a     |
| 2013 | Monte-Carlo Television Festival         | Outstanding Actor in a Drama Series               | Park Si-hoo                               | Candidato/a     |
| 2013 | Monte-Carlo Television Festival         | Outstanding Actor in a Drama Series               | Song Jong-ho                              | Candidato/a     |
| 2013 | Monte-Carlo Television Festival         | Outstanding Actress in a Drama Series             | Moon Chae-won                             | Candidato/a     |
| 2013 | Monte-Carlo Television Festival         | Outstanding Actress in a Drama Series             | Hong Soo-hyun                             | Candidato/a     |
| 2013 | New York TV Festival                    | Television Drama - Bronze World Medal             | Gongju-ui namja                           | Vincitore/trice |